# Amorimia kariniana
Amorimia kariniana är en tvåhjärtbladig växtart som beskrevs av W.R.Anderson. Amorimia kariniana ingår i släktet Amorimia och familjen Malpighiaceae. Inga underarter finns listade i Catalogue of Life.